# Ястребинка многостебельная
Ястребинка многостебельная (лат. Hieracium pluricaule) — вид двудольных растений рода Ястребинка (Hieracium) семейства Астровые (Asteraceae). Впервые описан российскими ботаниками Борисом Константиновичем Шишкиным и Лидией Палладиевной Сергиевской в 1949 году.

## Распространение и среда обитания
Известна из Казахстана, Алтайских гор и Красноярского края России; по данным отдельных источников ареал ограничен территорией России: югом Западной Сибири, либо Томской областью.
Произрастает в смешанных и сосновых лесах.

## Ботаническое описание
Многолетнее травянистое растение.
Листья простые.
Соцветие — корзинка, несёт цветки жёлтого цвета.
Плод — семянка.